# Psychotria kurzii
Psychotria kurzii är en måreväxtart som beskrevs av Debendra Bijoy Deb och M.G.Gangop.. Psychotria kurzii ingår i släktet Psychotria och familjen måreväxter. Inga underarter finns listade i Catalogue of Life.